# Музей икон (Рекклингхаузен)
Эта статья о музее в Рекклингхаузене. См. также Музей икон.
Музей икон (нем. Ikonen-Museum Recklinghausen) — находящийся в немецком городе Рекклингхаузен, земля Северный Рейн — Вестфалия, художественно-исторический музей, хранящий крупнейшее в неправославных странах собрание православных икон и церковного инвентаря.

## Общие сведения

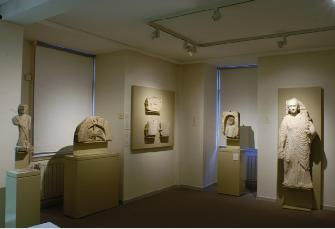

В основу музейной коллекции легли 73 иконы из собраний доктора Генриха Венда и доктора Мартина Винклера, приобретённых у них директором рекклингхаузенской художественной галереи Томасом Грошовяком в 1955 году. Этому событию предшествовал шумный успех выставки икон в Рекклингхаузене в том же году, на которой были продемонстрированы более 100 икон из обеих коллекций. Новый музей был открыт в июле 1956 года.
Здание, в котором расположен музей, было построено в конце XVIII столетия и в настоящее время находится как памятник архитектуры под защитой государства (с 1983 года).

## Коллекция
Ныне собрание музея превышает 1000 экспонатов — из России, Украины, Белоруссии, Греции, Египта, Эфиопии и балканских стран (среди последних — коллекция румынских икон XIX века). Собрание объединяет православные и коптские иконы, элементы церковных облачений, церковный инвентарь, различные предметы, используемые в православном богослужении (в том числе и из драгоценных металлов и камней), старинные книги по религиозной тематике. Особо следует отметить коптскую коллекцию музея, отражающую культуру переходного периода от поздней античности к раннему Средневековью в Египте в I—VII веках.
Руководит музеем с 1983 года доктор Ева Хауштейн-Барч.

## Избранные выставки
- 1985 — Болгарские иконы
- 1988—1989 — Тысячелетие православия в России
- 1993 — Иконы на бумаге. Графика с горы Афон
- 1996 — Российские пасхальные яйца
- 1998 — Греческие иконы
- 2006 — Иконы на почтовых марках
- 2006 — Деревянные церкви в Карпатах (фотовыставка).